# اوب (اورن)
اوب (به فرانسوی: Aube) یک کمون در فرانسه است که در canton of L'Aigle-Ouest واقع شده‌است. اوب ۵٫۷۴ کیلومتر مربع مساحت دارد ۲۱۴ متر بالاتر از سطح دریا واقع شده‌است.